# 周庄镇 (修武县)
周庄乡，是中华人民共和国河南省焦作市修武县下辖的一个乡镇级行政单位。

## 行政区划
周庄乡下辖以下地区：
周庄村、西刘庄村、五里堡村、张弓铺村、郜屯村、孔村、东长位村、孟村、洼村、曹村和李村。